# Khimedi
Khimedi o Kimedi fou un territori situat al límit occidental del districte de Ganjam a la presidència de Madras, avui a Orissa. Estava format per tres estats:
- Parla Kimedi (Parla Khimedi)
- Pedda Kimedi (Pedda Khimedi) o Boda Kimedi (Boda Khimedi) també anomenat Khimedi/Kimedi Vizianagram
- Chinna Kimedi (Chinna Khimedi) o Kimedi/Khimedi Pratapgiri

Cada estat estava format per dues divisions o districtes, una part plana i una muntanyosa. Les parts planes eren zamindaris regulars sota els oficials del districte, mentre les parts muntanyoses estaven sota supervisió d'una agència especial del govern britànic.
Tot el país va estar regit des de força antigament per descendents de la casa reial d'Orissa. El 1607 el llavors raja de Kimedi va cedir Vizianagram i Pratapgiri al seu fill petit Unanga Bhima Deo Kesari, els descendents del qual al seu torn es van repartir el zamindari formen dues branques que temporalment es van reunificar sota Bhima Deo. Aquest fou un problema pel resident britànic que va enviar tropes a la zona el 1769, que van ocupar la seva fortalesa de Parla. L'any següent, a causa de les seves suposades intrigues amb Sitarama Razu de Vizianagram al districte de Vizagapatam, i amb els marathes, els britànics es van apoderar de Pratapgiri, la seva principal plaça forta; el raja va acceptar llavors les condicions imposades pels britànics, però el 1772 fou necessari altre cop enviar tropes al país i després d'unes setmanes de lluita els britànics van ocupar totes les fortaleses del territori i van imposar estrictes condicions al raja incloent la partició de l'estat entre els seus dos fills. Aquesta partició fou molt desafortunada perquè va portar a lluites entre els dos germans, cadascun volent ocupar la part de l'altra, lluites que van durar un quart de segle i que van assolar ambdós territoris sent cremats o destruïts nombrosos pobles fins que el 1800 el dos foren ambdós empresonats a Ganjam acusats d'alterar la pau i foren substituïts pels seus respectius fills. Encara que en endavant les hostilitats foren impossibles, l'odi entre les dues branques va romandre. Les principals ciutats eren Parla Kimedi, Digupodi i Pudamari.